# Psaliodes fulva
Psaliodes fulva là một loài bướm đêm trong họ Geometridae.